# Аравантинос, Панос
Панайотис или Па́нос Аравантинос (греч.  Πάνος Αραβαντινός  Керкира 1884 — Париж 1 декабря 1930 года) — греческий и немецкий декоратор, театральный художник и оперный сценограф.

## Биография

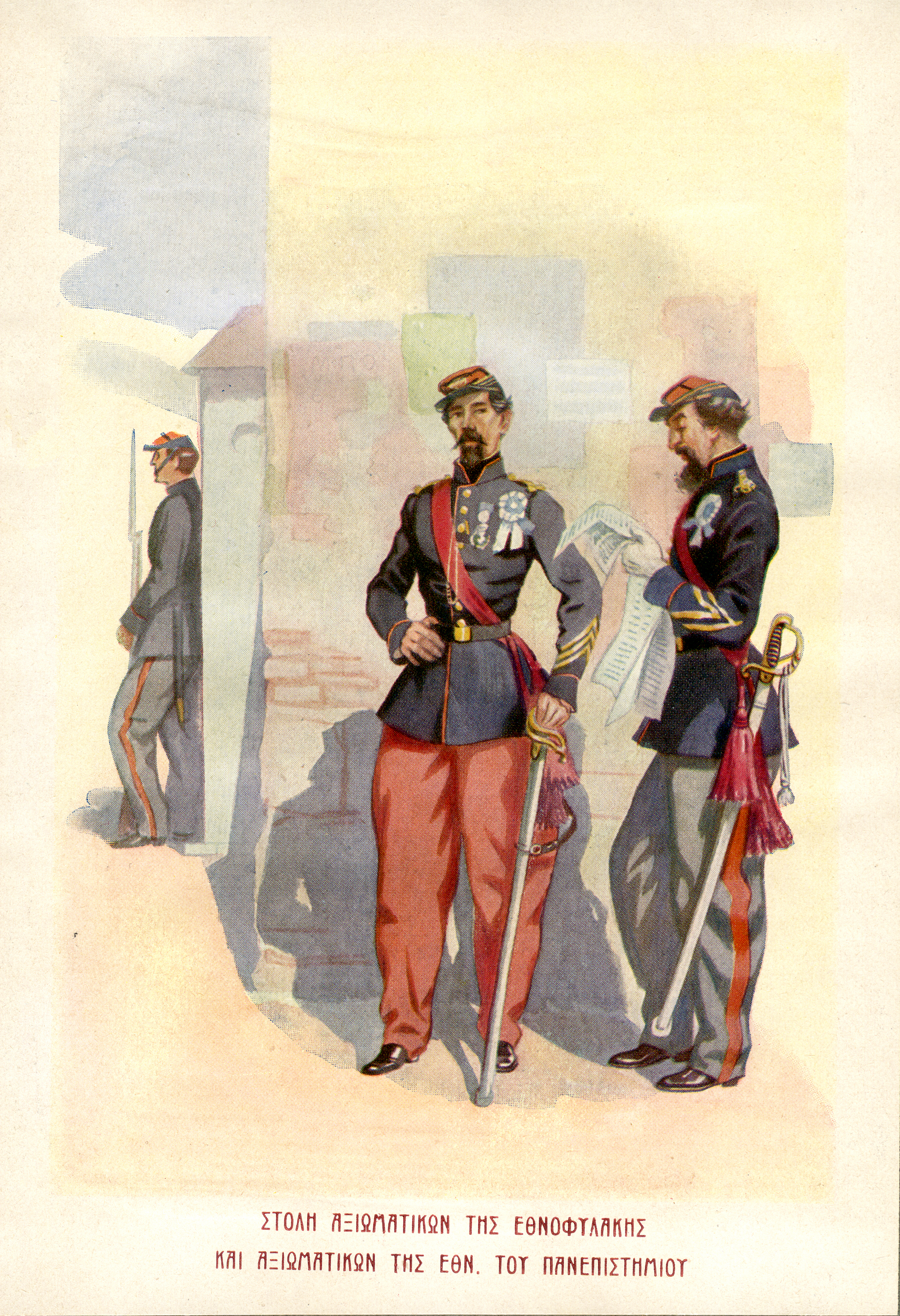
Офицеры Национальной гвардии (в центре) и Университетской фаланги (справа)- Работа Аравантиноса

Панос Аравантинос родился в 1884 году на острове Керкира, но вырос в Афинах. Аравантинос начал своё образование посещая вечерние уроки живописи в Политехническом институте. Продолжил свою учёбу в Королевской академии изобразительных искусств в Берлине, которую окончил с золотой медалью. Продолжил затем учёбу в Париже, где познакомился с Димитриосом Галанисом, с помощью которого начал публиковать свои карикатуры во французских журналах. В 1908 году вернулся в Афины. Здесь он познакомился с композитором Самарас, Спиросом. Аравантинос создаёт декорации и костюмы для ряда представлений . Среди них было нашумевшее в те годы обозрение «Ксифир Фалер». Аравантинос создал декорации и костюмы для трёх оперетт Самараса (декорации для оперетты Самараса «Война в войне» были изготовлены в Германии, вызвав восхищение и интерес к работе Аравантиноса).
В 1910 году Аравантинос получил приз за работу «Поклонение волхвов» на конкурсе Академий Берлина и Мюнхена. В 1912 году Аравантинос срочно вернулся в Грецию и принял участие в боях на фронтах Балканских войн. В результате ему был поручен дизайн мундиров греческой армии. В 1914 году выполнил декорации для представления «Живые сцены» Союза любительского театра.

## В Германии
Политические неурядицы связанные с Первой мировой войной и Национальный раскол в Греции привели Аравантиноса в отчаяние, в результате чего он уехал в Швейцарию, где зарабатывал себе на жизнь, как художник-портретист. В 1917 году он обосновался в Германии. Оперный театр Мюнхена объявил конкурс на декорации к опере Штраус, Рихарда «Женщина без тени». Аравантинос решился принять участие в конкурсе, несмотря на то что в нём принимали участие известные немецкие декораторы, и выиграл Первый приз . После этой работы, которая стала этапом в его творчестве, он создал декорации для других представлений Мюнхенского оперного театра. Далее он обосновался в Берлине, где кроме других оперных представлений он создал декорации для «Летучего голландца» и «Тристана и Изольды».
В 1921 году немецкое правительственное Бюро изобретений наградило его архитектурные проекты для государственных театров и концертных залов и Берлинская государственная опера назначила его своим художественным руководителем. Благодаря Аравантиносу, Митропулос, Димитрис стал дирижёром Берлинской оперы. В 1926 году, Аравантинос получил титул «Художественного советника» германских театров и ему была поручена организация собственной Школы декораций при Берлинской опере. Его деятельность затронула театры других городов Германии а также Вены и Лондона .
Наибольшее влияние на Аравантиноса оказали Русский авангард, Рейнский экспрессионизм, элементы древнегреческой архитектуры, скульптуры и живописи, позволившие Аравнтиносу создать свою эстетическую форму опытного авангарда.
Незадолго до своей смерти Аравантинос был приглашён на работу в Национальный театр Греции. Аравантинос принял приглашение но умер в Париже от гриппа 4 декабря 1930 года

## Наследие
На протяжении 10 лет после его смерти декорации Аравантиноса продолжали использоваться в оперных представлениях Германии и других европейских стран..
Историки искусства считают что многие современные сценические работы выглядят «превзойдёнными» работами Аравантиноса, а для греческих театральных художников он является «Протеем» декораций, согласно заявлению историка исусств Марилены Касимати
2 декабря 1930 года за 2 дня до смерти Аравантиноса немецкий музыковед Alfred Einstein писал «Признаюсь что я часто ходил смотреть оперу „Женщина без тени“ не из-за музыки Рихарда Штрауса, а из-за сценических картин Аравантиноса»
Историк искусства Юлиус Кап считал что великим даром Аравантиноса в оперном творчестве было то что он «превращал в цвет и свет духовное содержание музыки».
Аравантинос завещал 1300 своих работ — живопись, трёхмерные макеты и микрографии декораций, наброски костюмов, афиши, и портреты — муниципалитету города Пирей. Экспозиция располагается при Муниципальном театре Пирея и образует Музей живописи и сценографии Паноса Аравантиноса. Есть возражения против пригодности этого театра для этой цели, тем более что музей в состоянии выставить только 1/3 часть работ подаренных Аравантиносом.